# Асланбек-Шеріпово
Асланбек-Шеріпово (рос. Асланбек-Шерипово) — село у Шатойському районі Чечні Російської Федерації.
Населення становить 1097 осіб. Входить до складу муніципального утворення Асланбек-Шериповське сільське поселення.

## Історія
Згідно із законом від 20 лютого 2009 року органом місцевого самоврядування є Асланбек-Шериповське сільське поселення.

## Населення
| 1990 | 2002 | 2010  |
| ---- | ---- | ----- |
| 550  | ↗841 | ↗1097 |

## Люди
В селі народився Шеріпов Асланбек Джемалдінович (1897—1919) — один з керівників боротьби за встановлення радянської влади на Північному Кавказі.